# Ajin
Ajin (Japoneză: 亜人) este o manga japoneză scrisă și ilustrată de Gamon Sakurai, care are și o adaptare anime realizată de studioul Polygon Pictures.
| Autor        | Gamon Sakurai            |
| Studio       | Polygon Pictures         |
| Licențiat    | Netflix                  |
| Rețea        | MBS, TBS, CBC, BS-TBS    |
| Lansare      | 27 noiembrie 2015        |
| Gen          | Acțiune, Dramă și Groază |
| Vârstă       | 17+                      |
| Sezonul 1    | Ajin: Demi-Human         |
| Nr. Episoade | 13                       |
| Nr. OVA-uri  | 1                        |
| Nr. Filme    | 2                        |

## Apariție
Primul film a avut premiera pe 27 noiembrie 2015, urmând la scurt timp premiera primului sezon pe 16 ianuarie 2016, mai târziu a avut premiera cel de-al 2-lea film și primul OVA pe 6 mai 2016, al 3-lea film va avea premiera pe 23 septembrie 2016, iar cel de-al 2-lea OVA va avea premiera pe 7 octombrie 2016, al 2-lea sezon are să apară în 2016.

## Poveste
Ajin sunt oameni care nu pot muri. În urmă cu șaptesprezece ani, au apărut pentru prima dată pe un câmp de luptă din Africa. După aceea, din ce în ce mai mulți au fost descoperiți în societate. Fiind atât de rari înseamnă că, în scopuri experimentale, guvernul oferă recompense generoase oricui capturează unul.
Început
Într-o zi un elev de liceu care se așteaptă la o vacanță de vară tipică, viața lui e pe punctul de a lua o întorsătură neașteptată.

## Lista episoadelor după apariție
Filmul 1: Obligat
Sezonul 1: Ajin: Demi-Human
1. Ce e chestia asta și ce trebuie să facem cu ea?
2. De ce s-a întâmplat asta? De ce eu...
3. Poate acesta este sfârșitul?
4. Ai văzut vreodată o fantomă neagră?
5. Dar când vine vorba să ajuți, totuși nu ajuți...ești un nenorocit...
6. Am să te ucid
7. Jur că voi învinge
8. Ține-ți-vă bine
9. Așteaptă, hai să discutăm
10. Încep să se dezintegreze de îndată ce sunt creați
11. Începe spectacolul
12. Pfiu, sunt extenuat
13. Sato, e vina ta că totul e un dezastru!
Filmul 2: Conflict
OVA 1: Incidentul lui Shinya Nakamura